# Eupoca
Eupoca là một chi bướm đêm thuộc họ Crambidae.